# Conus belizeanus
Conus belizeanus é uma espécie de caracol marinho, um molusco gastrópode marinho da família Conidae, os caracóis cone e seus aliados.
Como todas as espécies do gênero Conus, esses caracóis são predadores e venenosos. Eles são capazes de "picar" humanos, portanto, os vivos devem ser manuseados com cuidado.

## Descrição
O tamanho da casca varia entre 15 milímetros e 17 milímetros.

## Distribuição
Esta espécie ocorre no Mar do Caribe ao largo de Belize.